# Microtritia contraria
Microtritia contraria är en kvalsterart som beskrevs av Wojciech Niedbała 1993. Microtritia contraria ingår i släktet Microtritia och familjen Euphthiracaridae. Inga underarter finns listade i Catalogue of Life.